# Джон Атта Міллс
Джон Еванс Атта Міллс (англ. John Evans Fifii Atta Mills; 21 липня 1944 — 24 липня 2012) — президент Гани з 2009 до 2012 року.

## Життєпис
Народився 21 липня 1944 року у містечку Тарква.
У віці 27 років успішно захистив докторську дисертацію в університеті Лондона. Понад 25 років викладав право в Університеті Гани на правничому факультеті. Автор робіт «Звільнення дивідендів від оподаткування: критичний аналіз» (1977), «Доповідь про податкове обкладення» у трьох частинах (1977), «Система оподаткування в Гані та іноземні інвестиції» (1978).
Почав працювати в уряді з 1988 року. З 1997 до 2001 обіймав пост віце-президент Гани.
До обрання президентом був опозиційним політиком та очолював Національний демократичний конгрес. На президентських виборах, що відбулись у два тури 7 та 28 грудня 2008 року, Міллс випередив свого опонента Нана Акуфо-Аддо менш ніж на 0,5 % та набрав 50,23 % голосів виборців. На посаду Президента вступив 7 січня 2009.
На посту глави держави Міллс проводив політику скорочення державних видатків: у своєму першому зверненні до нації після вступу на посаду 2009 року він оголосив, що збирається знизити зарплати чиновників та переглянути рішення уряду щодо замовлення двох літаків для президента. Він також скоротив число особистих охоронців.
За Міллса Гана зміцнила своє становище як одна з найдемократичніших розвинених країн Африки й домоглась значного зростання економіки (2010 року темп зростання ВВП сягнув рівня 12 %). Окрім того, країна увійшла до числа нафтовидобувних держав континенту.
Несподівано помер 24 липня 2012 року у столиці країни місті Аккра за кілька місяців до того, як у Гані мали відбутись чергові президентські вибори. BBC News Africa повідомляла, що Міллс був хворий на рак горла.
Вже у день смерті Міллса віце-президент Республіки Гана Джон Магама був приведений до присяги глави держави для виконання функцій президента до грудневих виборів.
Джон Атта Міллс — лауреат американської премії Фулбрайт для вчених.